# She Wolf (singolo)
She Wolf è un singolo della cantante colombiana Shakira, pubblicato il 17 luglio 2009 come primo estratto dall'album omonimo.

## Descrizione
Il brano, scritto dalla cantante assieme a John Hill e Sam Endicott, è influenzato dalla musica disco e contiene un campionamento di Good Times, celebre brano degli Chic del 1979. Shakira ha raccontato durante una intervista a Rolling Stone che l'ispirazione per il brano She Wolf le è arrivata in modo molto misterioso. La cantante ha infatti raccontato che mentre si trovava in studio di cattivo umore, improvvisamente ha avuto l'ispirazione, ed il testo e la melodia del brano sono arrivati in dieci minuti insieme all'immagine della lupa. Shakira ha inoltre aggiunto durante un'intervista ad Access Hollywood che il brano racconta del lato animalesco di ogni persona.
Del brano esiste anche una versione in lingua spagnola intitolata Loba, usata per promuovere l'album nei paesi di lingua spagnola. Loba è entrato in rotazione radiofonica il 29 giugno 2009.. In Italia, invece, il brano in lingua spagnola è in rotazione radiofonica dal 28 agosto 2009. She-Wolf invece è stato trasmesso a partire dal 21 luglio 2009, dopo l'anteprima sulle emittenti radio Z100 e KIIS-FM, che hanno iniziato a trasmetterlo dal 13 luglio. Il 14 luglio 2009 "She Wolf" e "Loba" sono stati resi scaricabili da iTunes.

## Successo commerciale
Il brano si è piazzato al 7º posto dei brani più venduti in Italia nel 2009.

## Video musicale
Il videoclip è stato diretto da Jake Nava, che ha effettuato le riprese fra il 9 e il 12 giugno 2009 a Los Angeles. Il video è stato annunciato sul sito ufficiale della cantante per la fine di luglio.
Nel video Shakira si sveglia in piena notte, attirata dalla luna piena, per poi trovare un passaggio all'interno del proprio guardaroba, che la conduce in un antro irregolare e di colore rosso scintillante. Contemporaneamente vengono mostrate sequenze della cantante all'interno di una gabbia ed altre che la vedono impegnata a danzare insieme ad altre persone.

## Tracce
CD
1. She Wolf – 3:08
2. Loba – 3:08

CD australiano
1. She Wolf – 3:08
2. She Wolf (Moto Blanco Radio Edit) – 3:40
3. She Wolf (Moto Blanco Club Mix) – 7:07

CD messicano
1. Loba – 3:08
2. Loba (Pocho Club Mix) – 3:49
3. Loba (Pocho Radio Mix) – 3:41
4. Loba (Deep Mariano Club Mix) – 5:04
5. Loba (Deep Mariano Radio Mix) – 4:31

CD mediorientale
1. She Wolf (Said Mrad Club Remix) – 5:42
2. She Wolf (Said Mrad Remix – Radio Edit) – 3:43
3. She Wolf (Fahmy & Samba's SphinxMix – Club Mix) – 3:56
4. She Wolf (Fahmy & Samba's SphinxMix – Radio Edit) – 2:53
5. She Wolf (Mindloop Collective Lounge Mix) – 3:44
6. She Wolf (Beirutbiloma Mix) – 3:43

## Classifiche
| Classifica (2009)          | Posizione massima |
| -------------------------- | ----------------- |
| Australia                  | 18                |
| Austria                    | 3                 |
| Belgio (Fiandre)           | 16                |
| Belgio (Vallonia)          | 5                 |
| Brasile                    | 3                 |
| Bulgaria                   | 1                 |
| Canada                     | 4                 |
| Danimarca                  | 16                |
| Estonia                    | 2                 |
| Europa                     | 4                 |
| Finlandia                  | 6                 |
| Francia                    | 4                 |
| Germania                   | 2                 |
| Irlanda                    | 2                 |
| Italia                     | 3                 |
| Giappone                   | 9                 |
| Lussemburgo                | 4                 |
| Messico                    | 1                 |
| Norvegia                   | 11                |
| Nuova Zelanda              | 36                |
| Paesi Bassi                | 13                |
| Regno Unito                | 4                 |
| Repubblica Ceca            | 12                |
| Russia                     | 16                |
| Slovacchia                 | 13                |
| Spagna                     | 2                 |
| Svezia                     | 17                |
| Svizzera                   | 3                 |
| Turchia                    | 8                 |
| Regno Unito                | 4                 |
| Ucraina                    | 6                 |
| Ungheria                   | 5                 |
| U.S. Billboard Hot 100     | 11                |
| U.S. Dance/Club Play Songs | 1                 |
| U.S. Digital Songs         | 7                 |
| U.S. Latin Songs           | 1                 |
| U.S. Radio Songs           | 17                |